# Arab Strap
Arab Strap est un groupe de rock indépendant britannique, originaire de Falkirk, en Écosse. Le style musical du groupe mêle des éléments de post-folk et de rock. Aidan Moffat et Malcolm Middleton en sont les deux principaux membres. Le groupe compte huit albums studio.

## Biographie

### Débuts (1995–2000)
Amis d'enfance vivant à Falkirk, Aidan Moffat et Malcolm Middleton décident de s'associer en 1995 pour former Arab Strap. Après l’envoi d’une démo, le groupe signe sur le label Chemikal Underground et publie un premier single intitulé The First Big Weekend en septembre 1996.
Le premier concert du groupe a lieu en octobre 1996 au King Tut's Wah Wah Hut de Glasgow,. D’autres concerts suivent fin 1996, en première partie de Sebadoh, The Delgados et Belle and Sebastian. Leur premier album The Week Never Starts Round Here est publié en novembre 1996. En mars 1997, Arab Strap publie un deuxième single intitulé The Clearing puis accompagne le groupe Gorky's Zygotic Mynci pour une tournée en Angleterre. Une Peel Session est enregistrée avec le renfort scénique de membres de Belle and Sebastian : Chris Geddes (claviers) et Stuart Murdoch (orgue, piano). Le groupe tourne ensuite en Angleterre avec Prolapse et Mogwai, puis en tête d’affiche,.
En 1998, le groupe publie son deuxième album intitulé Philophobia puis effectue une tournée européenne et américaine. L’album reste trois semaines dans le UK Albums Chart avec un pic à la 37e position. Les paroles de Moffat, teintées d'une imagerie sinistre décrivant des vies dissolues, suscitent à cette période des réactions parmi certains officiels de la ville de Falkirk. Dans le tabloid Daily Record, le lord-prévôt de Falkirk, Alex Fowler, déclare que « ces gens sont une honte pour Falkirk et tout ce qu'ils disent sur notre ville est faux. ».
En 1999, Arab Strap signe sur la major Go! Beat (à l’époque, label de Portishead et David Holmes). Leur première publication est l’album live Mad For Sadness, concert enregistré au Queen Elizabeth Hall de Londres l’année précédente. Suit un troisième album intitulé Elephant Shoe, puis une tournée européenne avec Tindersticks. En 2000, Arab Strap est remercié par Go! Beat, faute de succès commercial suffisant.

### Nouveaux albums (2001–2006)
De retour sur Chemikal Underground, le groupe publie son quatrième album The Red Thread en février 2001,, puis effectue une tournée qui passe notamment par le Japon et l’Australie. En 2003 sort l’album Monday At The Hug And Pint. Le groupe tourne aux États-Unis avec Bright Eyes. Leur sixième et dernier album, The Last Romance, sort en octobre 2005.
En décembre 2006, après une tournée d’adieu et une compilation rétrospective, le groupe annonce sa séparation : « Après dix ans, six albums studio, trois albums live et de toutes les manières possibles, on a décidé de conclure ce chapitre. Il n'y a aucune animosité, pas de larmes, on sent qu'on a fait le tour... tout le monde aime les fins heureuses. »

### Post-séparation (2008-2015)
En décembre 2009, Monday at the Hug and Pint, The Red Thread et The Last Romance entrent dans le classement des « albums écossais de la décennie » au magazine The Skinny aux 7e, 12e et 25e respectivement.
En avril 2010, le coffret Scenes of a Sexual Nature est publié, et comprend leur premiers albums et démos inédites. En août 2011, Aidan Moffat et Malcolm Middleton publient une reprise du nouveau single Two Cousins de Slow Club sous le titre Two Cousins 1999.
En avril 2013, Middleton explique plusieurs choses quant à Arab Strap lors d'une interview : « Je crois qu'avec Arab Strap, c'était le bon vieux temps. Mais on ne pourrait écrire d'autre chansons qu'à un certain âge. Donc je crois pas qu'on reviendra, ou seulement si c'est pour des concerts. ».

### Retour et septième album studio (2016-2023)
Le 11 juin 2016, un compte à rebours annonce le retour du groupe, avec comme seul message « Hello again ». Ils confirment ensuite le 15 juin qu'ils se sont reformés pour trois concerts au Brixton Electric de Londres, à l'O2 Ritz de Manchester et au Barrowland Ballroom de Glasgow, tous prévus pour octobre 2016 et marquant le vingtième anniversaire du groupe : « Nous voulions célébrer cela tant que nous sommes encore relativement jeunes et que nous n'avons pas une allure trop embarrassante ». Ils dévoilent également une mise à jour de leur premier single, The First Big Weekend, rebaptisé The First Big Weekend of 2016 pour l'occasion.
Ils enchaînent ensuite les dates de festivals en 2017, dont un passage le 19 août 2017 au festival La Route du Rock, à Saint-Malo, en France. Le dernier concert de cette tournée a lieu au festival Iceland Airwaves à Reykjavík en novembre 2017, aux côtés notamment de Billy Bragg, Fleet Foxes et Mumford & Sons. À l'époque, Aidan Moffat, en réponse à un fan sur Twitter, laisse entendre qu'il s'agissait du dernier concert d'Arab Strap.
Le 5 mars 2021, le groupe publie un nouvel album intitulé As Days Get Dark, sur le label Rock Action Records (en). L'album se classe en tête du palmarès musical en Écosse où il reste huit semaines et atteint la 14e place au Royaume-Uni,. Le 4 mars 2022 suit le 45 tours Aphelion dont les deux chansons sont issues des mêmes sessions d'enregistrement.
De septembre à décembre 2023, Arab Strap effectue une tournée européenne d'environ 25 dates, où Moffat et Middleton interprètent en duo leur album Philophobia dans son intégralité.

### Huitième album (depuis 2024)
Le 23 janvier 2024, ils publient le titre Bliss, annonciateur d'un huitième album pour le 10 mai, intitulé I'm totally fine with it 👍 don't give a fuck anymore 👍, toujours chez Rock Action. Nommé ainsi en référence à un texto reçu de leur batteur de scène, l'album aborde des thèmes tels que le complotisme, la cyberdépendance et l'aliénation mentale.

## Style musical et influences
La musique d'Arab Strap s'illustre par l'emploi du style parlé-chanté, enrichi par l'accent écossais distinctif de son chanteur, Aidan Moffat. Cette singularité vocale s'accorde avec l'utilisation d'instruments variés, dont les boîtes à rythmes et les boucles électroniques, et le travail minimaliste et atmosphérique de Malcolm Middleton à la guitare,. Les paroles de Moffat abordent de façon franche et sans complaisance des sujets tels que le sexe et la drogue, tout en étant teintées d'un humour pince-sans-rire omniprésent,.
Le style musical du groupe a été décrit comme étant du sadcore ou slowcore, du rock indépendant aux accents folk, du post-rock, avec parfois des éléments de dance music.
Arab Strap a joué un rôle majeur dans l'émergence de la scène musicale de Glasgow dans les années 1990, aux côtés d'autres groupes notables tels que Belle & Sebastian et Mogwai. Le son du groupe s'enrichit et devient plus ambitieux au fur et à mesure des tournées et des collaborations avec d'autres musiciens. Alors que les premiers albums, comme Philophobia (1998), sont sobres et sombres, la musique du groupe devient plus soignée et légèrement plus optimiste avec les albums suivants, en particulier The Last Romance (2005).
Parmi les comparaisons avec d'autres artistes, figurent entre autres Nick Cave, Nick Drake, New Order, Smog, The Cure, Slint, Labradford, Low, Joy Division et Tindersticks,,.

## Membres

### Membres actuels
- Aidan Moffat
- Malcolm Middleton

### Anciens membres
- Jenny Reeve
- Stacey Sievewright
- David Gow
- Gary Miller
- Adele Bethel

## Discographie

### Singles
- 1996 : The First Big Weekend (Chemikal Underground)
- 1997 : The Clearing (Chemikal Underground)
- 1997 : The Smell of Outdoor Cooking (Lissy's Records)
- 1998 : Here We Go/Trippy (Chemikal Underground)
- 1998 : (Afternoon) Soaps (Chemikal Underground)
- 1998 : Live at Nice n' Sleazy, Glasgow (Too Many Cooks)
- 2000 : To All a Good Night (Chemikal Underground)
- 2001 : Love Detective (Chemikal Underground)
- 2001 : Turbulence (Chemikal Underground)
- 2005 : Dream Sequence (Chemikal Underground)
- 2006 : Speed-Date (Chemikal Underground)
- 2006 : There Is No Ending (Chemikal Underground)
- 2016 : The First Big Weekend Of 2016 (Chemikal Underground)
- 2020 : The Turning Of Our Bones (Rock Action Records)
- 2022 : Aphelion b/w Flutter (Rock Action Records)